# Zorneding
Zorneding [ˈʦɔʁnədɪŋ] ist eine Gemeinde und ein Pfarrdorf im oberbayerischen Landkreis Ebersberg, südöstlich von München.

## Geographie

### Lage
Die Gemeinde liegt in der Region München im Alpenvorland, an der Grenze von Münchner Schotterebene und Ebersberger Forst. Vom Hauptort zur Kreisstadt Ebersberg sind es rund 12 km, zur A 99 (Anschlussstelle Haar) 7 km und zum Flughafen München etwa 42 km.

### Gemeindegliederung
Es gibt vier Gemeindeteile (in Klammern ist der Siedlungstyp angegeben):
- Ingelsberg (Dorf)
- Pöring (Kirchdorf)
- Wolfesing (Dorf)
- Zorneding (Pfarrdorf)

### Nachbargemeinden
- Vaterstetten
- Kirchseeon
- Oberpframmern
- Grasbrunn
- Moosach

## Geschichte

### Frühzeit und Mittelalter
Am südöstlichen Rand der Gemeinde liegen Hügelgräber aus der Hallstattzeit vor 2600 Jahren.
Zorneding wurde erstmals am 4. September 813 als „Zornkeltinga“ in den Freisinger Traditionen erwähnt. Das im Ortsnamen beinhaltete „Zorn“ kommt von zerren, im Sinne von roden, und weist darauf hin, dass es sich bei der Ortschaft um eine Rodungsinsel handelt.
Pöring, mit den Ortsteilen Ingelsberg und Wolfesing, ist eine Rodungssiedlung des 6./7. Jahrhunderts. Reihengräber aus dem 5. bis 8. Jahrhundert, die man Anfang des 20. Jahrhunderts in Ingelsberg fand, deuten auf eine Siedlung hin. Allerdings sind die Funde verschollen. In Zorneding fand man 1959 am Kapellenberg ein bajuwarisches Männergrab aus der zweiten Hälfte des 7. Jahrhunderts. Im Jahr 885 wurde „Peringan“ als Königsgut erstmals urkundlich in den Hochstiftsliteralien von Passau erwähnt. Aus dem Jahr 935 stammen erste Aufzeichnungen über eine Kirche in Zorneding. Es war eine adlige Eigenkirche des Grafen Eberhard von Ebersberg, dem Zorneding und Pöring gehörten. Im Jahre 1156 finden „Ingoltesperch“ (Siedlung am Berg eines Ingolt) im Falkensteiner Codex und 1269 „Wolfizzingen“ im Herzogurbar erstmals Erwähnung. Die alte Post- und Salzstraße (heute Münchner Str./Wasserburger Landstr.) gewann nach der Gründung Münchens 1158 weiter an Bedeutung. Ludwig V., Herzog von Oberbayern, Markgraf von Tirol und Brandenburg, starb 1361 in Zorneding bei der Jagd. Auf ihn geht das Zornedinger Wappen zurück.

### Neuzeit

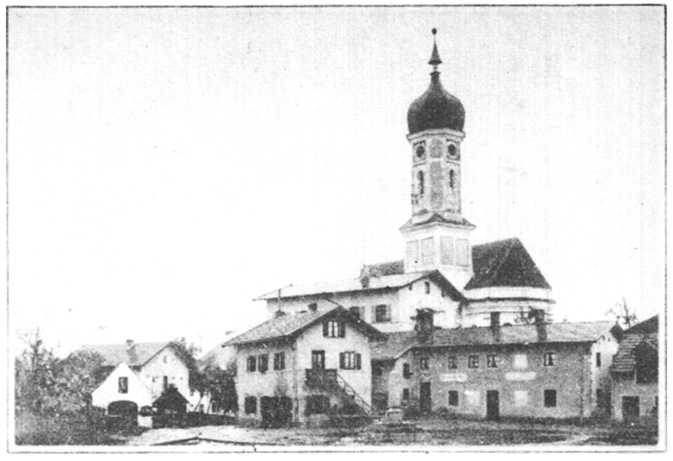
Zorneding mit der Kirche St. Martin im Hintergrund vor 1900

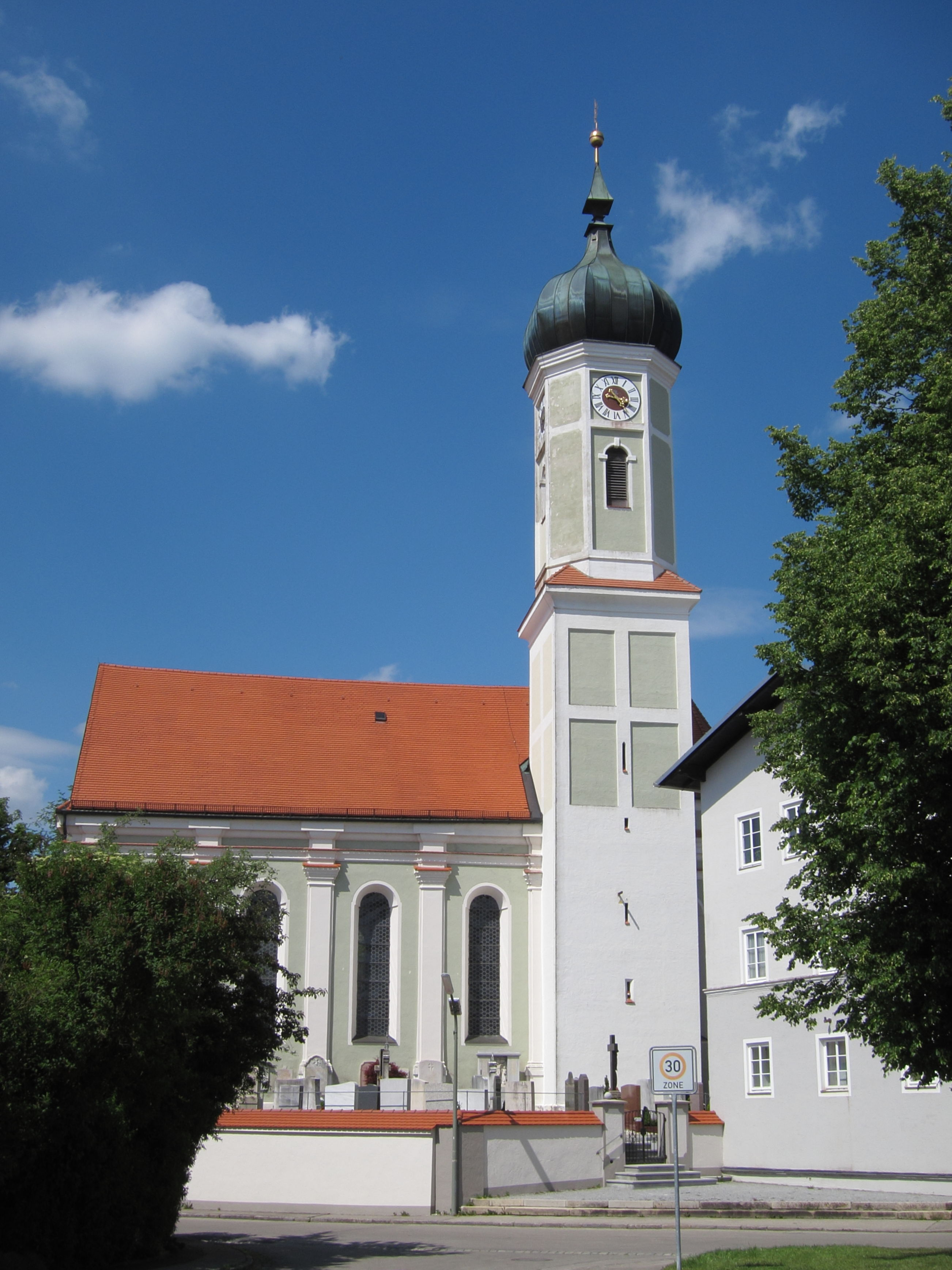
St. Martin (2012)

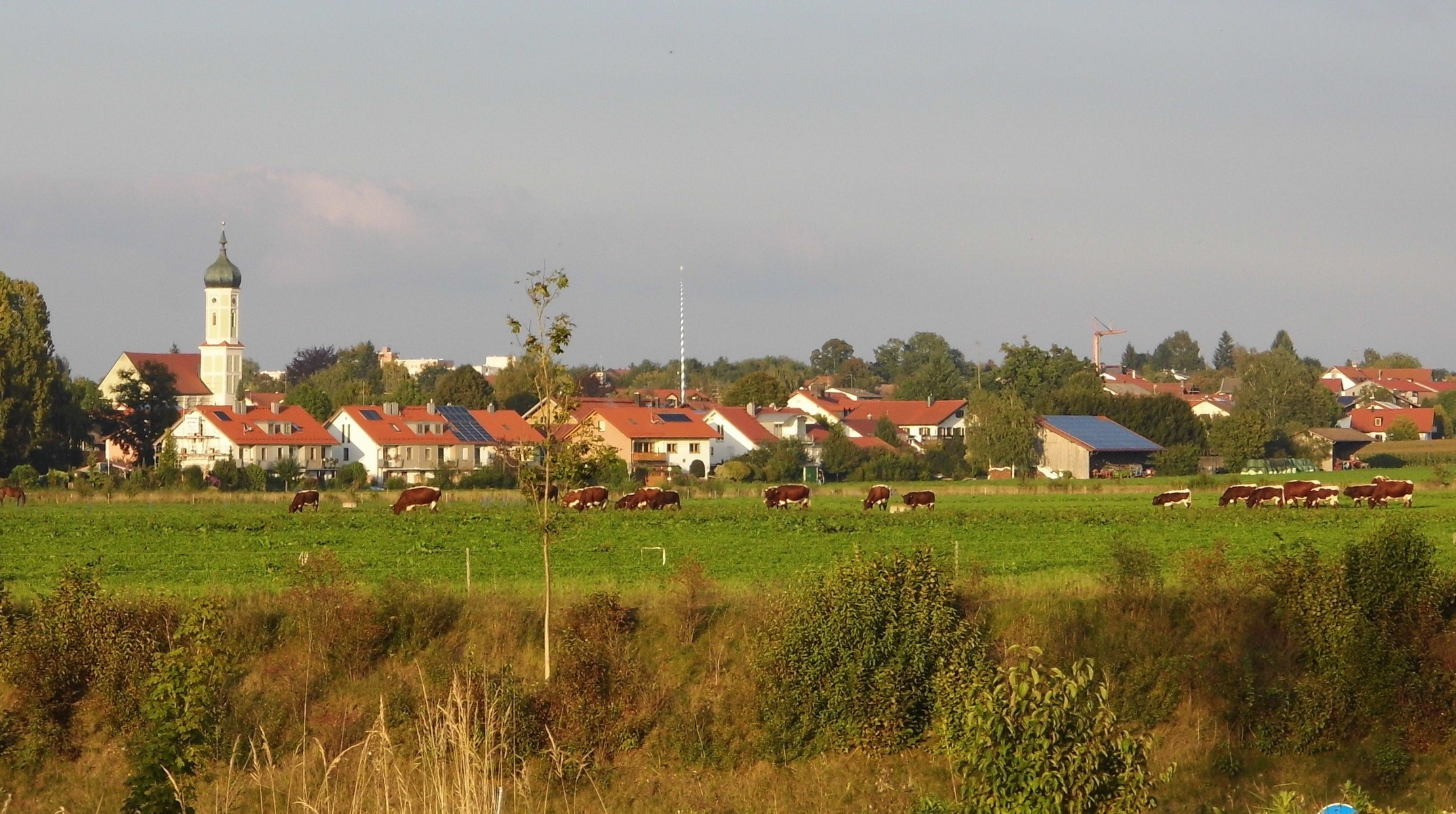
Zorneding mit kath. Kirche St. Martin, aus südwestlicher Richtung, 2014

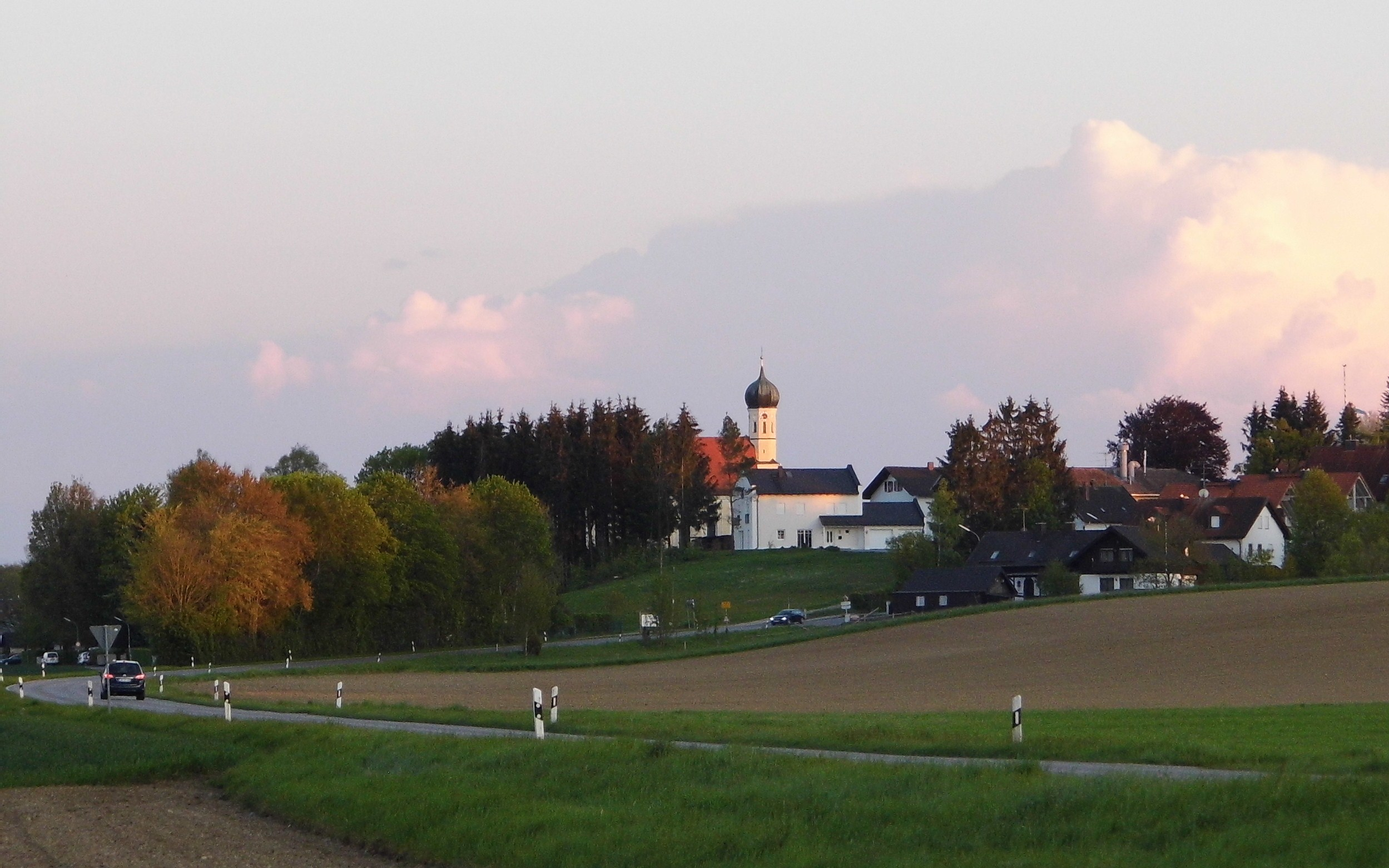
Pöring mit kath. Kirche St. Georg, von Norden her, Mai 2016

Zwischen 1538 und 1555 wurde in Wolfesing das „Hohe Haus“, der Edelsitz von Berhardin Moser, gebaut. 1560 wurden die Orte der Gemeinde erstmals auf einer Landkarte, der Großen Karte von Bayern, von Philipp Apian dargestellt. In der heutigen Bucher Straße errichtete die Gemeinde Zorneding 1607 ein zweistöckiges Haus für Bader und den Hüter, das 1666 als „Prandstatt“ bezeichnet wird. Im Dreißigjährigen Krieg (1618–1648) werden die Ortschaften Zornedings Opfer der Schweden. Bis zum Ende des 17. Jahrhunderts herrschten mehrmals Seuchen und Hungersnöte, die neben dem kriegerischen Geschehen die Bevölkerungszahl reduzierten. 1652 erwähnt ein Pfarrvisitationsprotokoll in Zorneding einen „Ludirector“, d. h. einen Lehrer, der die Kinder unter anderem in Kirchenlatein unterrichtet. 1679 richtete die von den Thurn und Taxis betriebene Kaiserliche Reichspost als „Reitende und Fahrende Post“ den Kurs Nr. 5 von München nach Salzburg ein, der auch durch Zorneding ging. 1748 sollte noch eine Taxis’sche kaiserliche Reichsposthalterei im Ort hinzukommen, der Ursprung des Gasthof zur Post. 1696 wurde die St. Georgskirche in Pöring anstelle der alten gotischen Kirche errichtet. Die heutige St. Martinskirche Zornedings entstand zwischen 1719 und 1723. Nur der untere Teil des Turms stammt noch aus der Gotik. Bis 1729 erreichte die Zornedinger Rodungsinsel ihre heutige Ausdehnung nach Süden und Südosten.
1750 wurde die Hauptmannschaft Wolfesing in die Hauptmannschaft Pöring eingegliedert. 1802 wurde das erste Schulhaus für 60 bis 70 Kinder errichtet. 1815 kam die Hauptmannschaft Ingelsberg zu Pöring, das nun eine eigene Gemeinde bildete. Mit dem bayerischen Gemeindeedikt von 1818 erhielten die Gemeinden Zorneding und Pöring (mit Ingelsberg und Wolfesing) Selbstverwaltungsrechte.
1828 fiel fast das gesamte Oberdorf, ein Drittel Zornedings, einem Brand zum Opfer. Auch der Einsatz der Feuerwehren von Ebersberg, Grafing, Parsdorf und Egmating konnte die 18 Häuser nicht mehr retten. 1835 standen in der Gemeinde Zorneding insgesamt 64 Häuser, in denen 62 Familien lebten. In der Gemeinde Pöring wohnten 48 Familien. 1867 ersetzte ein Neubau das alte Schulhaus. Heute ist es das Haus der Vereine. 1868/69 entstand die Ingelsberger Kapelle. Mit der neuen Bahnstrecke von München nach Rosenheim erhielt Zorneding 1871 einen eigenen Bahnhof. Auch an das Telegrafennetz wurde der Ort angeschlossen. 1873, 45 Jahre nach dem großen Brand, wurde die Freiwillige Feuerwehr Zorneding gegründet. Drei Jahre darauf entstand die Freiwillige Feuerwehr von Pöring. 1893 wurden in Zorneding und in Pöring erstmals Maibäume aufgestellt. Im selben Jahr wurde eine Wasserleitung aus dem Moosacher Quellgebiet nach Zorneding fertiggestellt, im Jahr darauf Pöring an das Zornedinger Wasserleitungsnetz angeschlossen. Auch Ingelsberg erhielt eine Wasserleitung.
1901 entstand in Zorneding in der Rosa-Schöpf-Straße ein zweites Schulgebäude und 1909 in Pöring die erste Schule. Ein Jahr später wurde Zorneding an das Stromnetz angeschlossen und erhielt eine elektrische Straßenbeleuchtung. Auch das Telefonnetz erreichte 1910 Zorneding, Pöring und Wolfesing. Die Wasserburger Landstraße wurde 1930 geteert. 1935 wurde die Hauptstraße begradigt, wodurch der Gasthof zur Post von dieser wegrückte. Zwei Höfe mussten der neuen Straßenführung weichen.
Am 30. April 1945 wurde Zornedings Ortsmitte durch einen Tiefflieger angegriffen. Ein Bauernhof und das Feuerwehrhaus wurden zerstört und auch alle Akten der Gemeindeverwaltung und das Gemeindearchiv verbrannten.
1962/63 wurde Zorneding an die Erdgasversorgung angeschlossen. 1963 erhielt Zorneding und 1964 Pöring eine neue Schule. Ab 1971 entstand die neue Siedlung am Daxenberg und 1972 startete der S-Bahn-Verkehr nach München. Am 1. Mai 1978 wurde anlässlich der bayerischen Gebietsreform die bis dahin selbständige Gemeinde Pöring aufgelöst und deren Hauptteil mit Zorneding zu einer Gemeinde zusammengefasst. Dabei wurde der Ortsteil Kolonie Baldham an die Nachbargemeinde Parsdorf abgegeben, die heutige Gemeinde Vaterstetten. 1987 wurden das neue Rathaus, das Vereinsheim und das Sportstadion eingeweiht. Außerdem wurden die Westumgehung von Zorneding (ST 2081) und die Anbindungen (Lärchenstraße und Baldhamer Straße) fertig und der Birkenhof gebaut.
In der lokalen Diskussion über die Flüchtlingskrise kam es Ende 2015 aufgrund von fremdenfeindlichen Aussagen zweier CSU-Ortspolitiker zum Eklat. Beide mussten im Laufe der folgenden Monate ihre parteipolitischen Ämter zurückgeben, einer verließ auch den Gemeinderat. Der Fall erregte bundesweit Aufsehen und geriet erneut in die Schlagzeilen, als der aus dem Kongo stammende Ortspfarrer Olivier Ndjimbi-Tshiende, der öffentlich die beiden Politiker kritisiert hatte, Anfang 2016 die Pfarrei verließ. Er hatte mit der Post mehrfach Morddrohungen erhalten. 3000 Zornedinger hatten noch auf einer Solidaritätskundgebung für den Verbleib des Pfarrers in der Gemeinde demonstriert. Im Juni wurde ein Münchner verhaftet, der die Drohschreiben verfasst hatte.

### Einwohnerentwicklung
Zwischen 1988 und 2018 wuchs die Gemeinde von 6985 auf 9436 um 2451 Einwohner bzw. um 35,1 %.

## Politik

### Gemeinderat
Das Ergebnis der Gemeinderatswahl am 15. März 2020 ist in nebenstehendem Diagramm dargestellt. Daraus ergibt sich folgende Sitzverteilung;
| Partei / Liste                                | Sitze |
| Christlich-Soziale Union in Bayern (CSU)      | 7     |
| Bündnis 90/Die Grünen                         | 5     |
| Sozialdemokratische Partei Deutschlands (SPD) | 2     |
| Freie Demokratische Partei (FDP)              | 2     |
| Die Linke                                     | 1     |
| Freie Wähler (FW)                             | 3     |

### Bürgermeister
Erster Bürgermeister ist Piet Mayr (CSU). Dieser ist seit 1. Mai 2008 im Amt. Bei der Wahl 2008 setzte er sich in einer Stichwahl knapp gegen Helmut Obermaier (Bündnis 90/Die Grünen) durch, bei den Kommunalwahlen 2014 und 2020 wurde Mayr im Amt bestätigt. Sein Amtsvorgänger war Franz Pfluger (CSU).
Siehe auch: Liste der Bürgermeister von Zorneding seit 1814

### Wappen
| | Blasonierung: „In Silber ein goldbewehrter roter Adler, der in den Fängen je einen verkohlten schwarzen Ast hält.“ |
| Wappenbegründung: Bei dem Adler handelt es sich um den Brandenburger Adler (Ludwig V. starb 1361 in Zorneding. Der Herzog war auch Markgraf von Brandenburg). Als Rodungssymbol wurden die zwei verkohlten Äste in das Wappen aufgenommen. | |

Pöring

Das Wappen von Pöring besteht aus zwei silbernen Spitzen und einem gelben Rebhuhn auf blauem Grund.
Es symbolisiert die Inhaber des Pöringer Edelsitzes.

### Gemeindepartnerschaften
- Italien: Im Zuge der 1200-Jahr-Feierlichkeiten wurde am 28. Juni 2013 eine Städtepartnerschaft mit der italienischen Kommune Cappella Maggiore beurkundet. Diese wird mit jährlichen Festen in den Partnergemeinden zelebriert.

## Kultur und Sehenswürdigkeiten

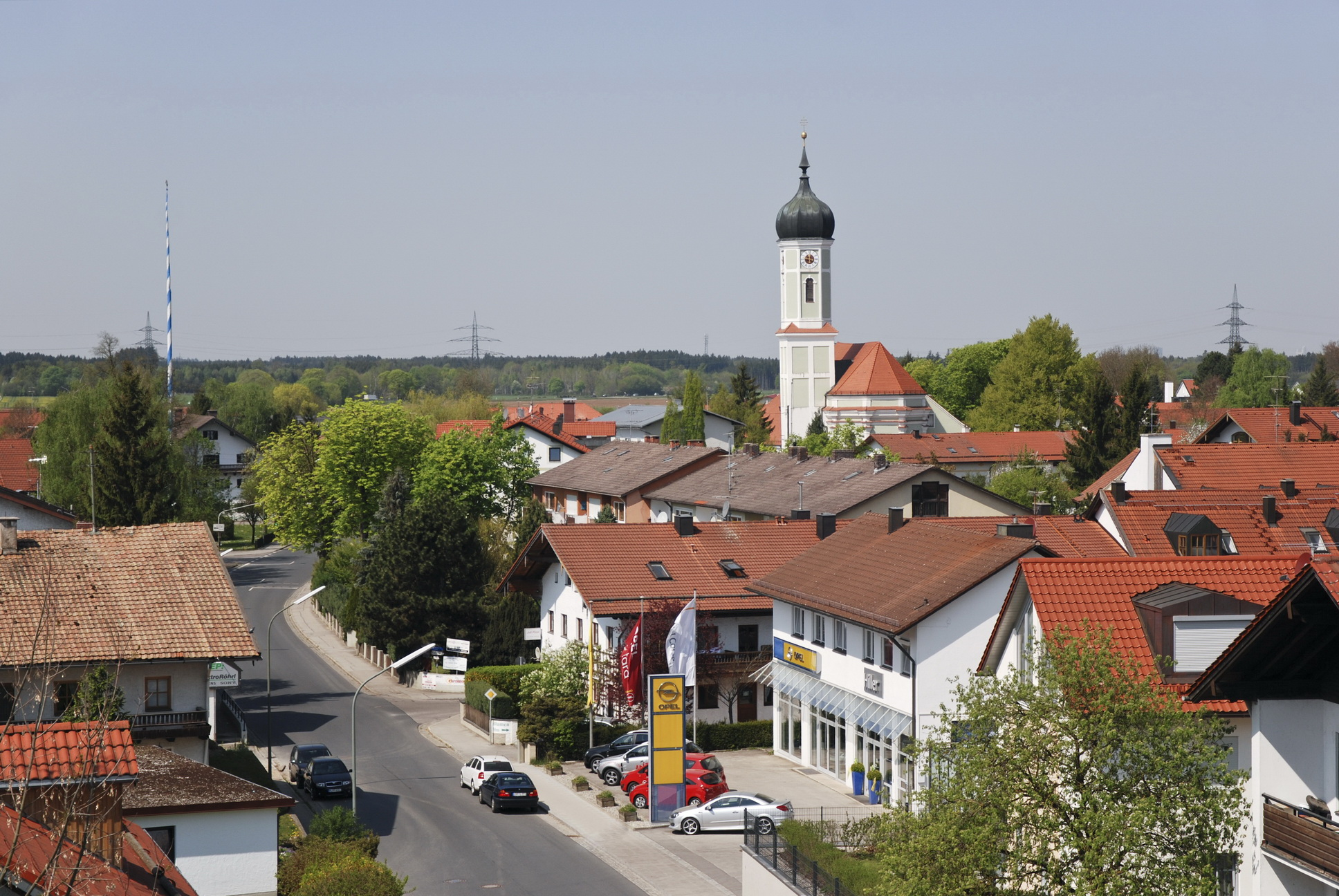
Ortsbild von Zorneding mit Maibaum und Kirche

### Bauwerke
- St. Martin (Pfarrkirche), Spätbarockbau, 1719 bis 1723 erbaut, spätgotische Madonna am Chorbogen, gotischer Taufstein, reich stuckiert. → Hauptartikel: St. Martin (Zorneding)
- St. Georg in Pöring, Barockkirche, Baubeginn 1696, Einweihung 1707. → Hauptartikel: St. Georg (Pöring)

### Parks
Im Ebersberger Forst gibt es viele Rad- und Wanderwege.

## Wirtschaft und Infrastruktur

### Verkehr

#### Straßenverkehr
Der Ortsteil Zorneding liegt an der Bundesstraße 304. Am 7. Juni 2005 wurde der erste Spatenstich zum Bau einer südlich verlaufenden Ortsumgehung getätigt. Die 4,2 km lange Trasse wurde am 3. Juli 2007 für den Verkehr freigegeben. Nach Umgehung der Ortschaft hat sich die Verkehrsbelastung der Ortsdurchfahrung von über 20.000 KFZ pro Tag auf circa 4.000 KFZ pro Tag reduziert.

#### Eisenbahn
Durch die Gemeinde verläuft nördlich der Ortsmitte die Bahnstrecke München–Rosenheim. Die Bahnstrecke wurde am 15. März 1871 eröffnet, gleichzeitig ging der Bahnhof Zorneding in Betrieb. Aufgrund der wichtigen Bedeutung als Fernverkehrslinie in Richtung Süden und Südosten wurde die Bahnstrecke nach Rosenheim schon 1892 zweigleisig ausgebaut. 1897 wurde das östliche Vorortbahnnetz der Stadt München ausgebaut, so dass die Züge öfter nach München fuhren und das Wohnen im Münchner Umland attraktiver wurde. Im Jahr 1927 folgte die Elektrifizierung der Strecke; der Bahnhof Zorneding war jedoch trotz der zahlreichen Schnellzüge auf der Strecke nur durch einfache Personenzüge an München und Grafing angeschlossen. Seit der Inbetriebnahme des Münchner S-Bahn-Netzes besteht von Zorneding aus ein 20-Minuten-Takt nach München. Bis in die 1990er Jahre hielten im Bahnhof neben den S-Bahnen noch Regionalverkehrszüge in Richtung Rosenheim. Heute besitzt der Bahnhof nur noch einen Mittelbahnsteig für den S-Bahn-Verkehr. Das ursprüngliche Empfangsgebäude des Bahnhofs wurde Anfang 2009 abgerissen. Im Dezember 2023 wurde ein neues Bahnhofgebäude als erster „kleiner grüner Bahnhof“ von der DB eröffnet. Dabei wurde auf den klimafreundlichen Baustoff Holz zurückgegriffen.
| Linie | Linienverlauf |
| ----- | --- |
| S4    | Geltendorf – Türkenfeld – Grafrath – Schöngeising – Buchenau – Fürstenfeldbruck – Eichenau – Puchheim – Aubing – Leienfelsstraße – Pasing – Laim – Hirschgarten – Donnersbergerbrücke – Hackerbrücke – Hauptbahnhof – Karlsplatz (Stachus) – Marienplatz – Isartor – Rosenheimer Platz – Ostbahnhof – Leuchtenbergring – Berg am Laim – Trudering (– Gronsdorf – Haar – Vaterstetten – Baldham – Zorneding – Eglharting – Kirchseeon – Grafing Bahnhof – Grafing Stadt – Ebersberg) |
| S6    | Tutzing – Feldafing – Possenhofen – Starnberg – Starnberg Nord – Gauting – Stockdorf – Planegg – Gräfelfing – Lochham – Westkreuz – Pasing – Laim – Hirschgarten – Donnersbergerbrücke – Hackerbrücke – Hauptbahnhof – Karlsplatz (Stachus) – Marienplatz – Isartor – Rosenheimer Platz – Ostbahnhof – Leuchtenbergring – Berg am Laim – Trudering – Gronsdorf – Haar – Vaterstetten – Baldham – Zorneding – Eglharting – Kirchseeon – Grafing Bahnhof – Grafing Stadt – Ebersberg  |

Der Bahnhof Zorneding wird heute im 20-Minuten-Takt von Zügen der S-Bahn-Linie S6, die von Tutzing nach Ebersberg führt, bedient. In der Hauptverkehrszeit fahren zusätzliche Züge der S-Bahn-Linie S4, die von Geltendorf nach Ebersberg führt. Somit wird zwischen München und Zorneding in den Hauptverkehrszeiten ein 10-Minuten-Takt hergestellt. Für das Abstellen der Verstärkerzüge ist des Weiteren ein Abstellgleis vorhanden.

#### Nahverkehr
Die Gemeinde liegt im Verbundgebiet des Münchner Verkehrs- und Tarifverbunds. Die Gemeinde ist an folgende Buslinien des Verkehrsverbunds angeschlossen:
- 456: Zorneding (S) – Oberpframmern – Egmating – Höhenkirchen-Siegertsbrunn (S)

- 463: Zorneding, St.-Martin-Str. – Anzing – Markt Schwaben (S) – Pliening – Landsham

- 465: Baldham (S) – Wolfesing – Anzing – Poing (S)

#### Carsharing
Seit 2002 gibt es in der Gemeinde einen lokalen Carsharing-Anbieter, die Zornedinger Auto-Teiler e. V. Der Verein verfügt über mehrere Fahrzeuge, die über das Gemeindegebiet verteilt auf festen Stellplätzen stehen.

### Wasser

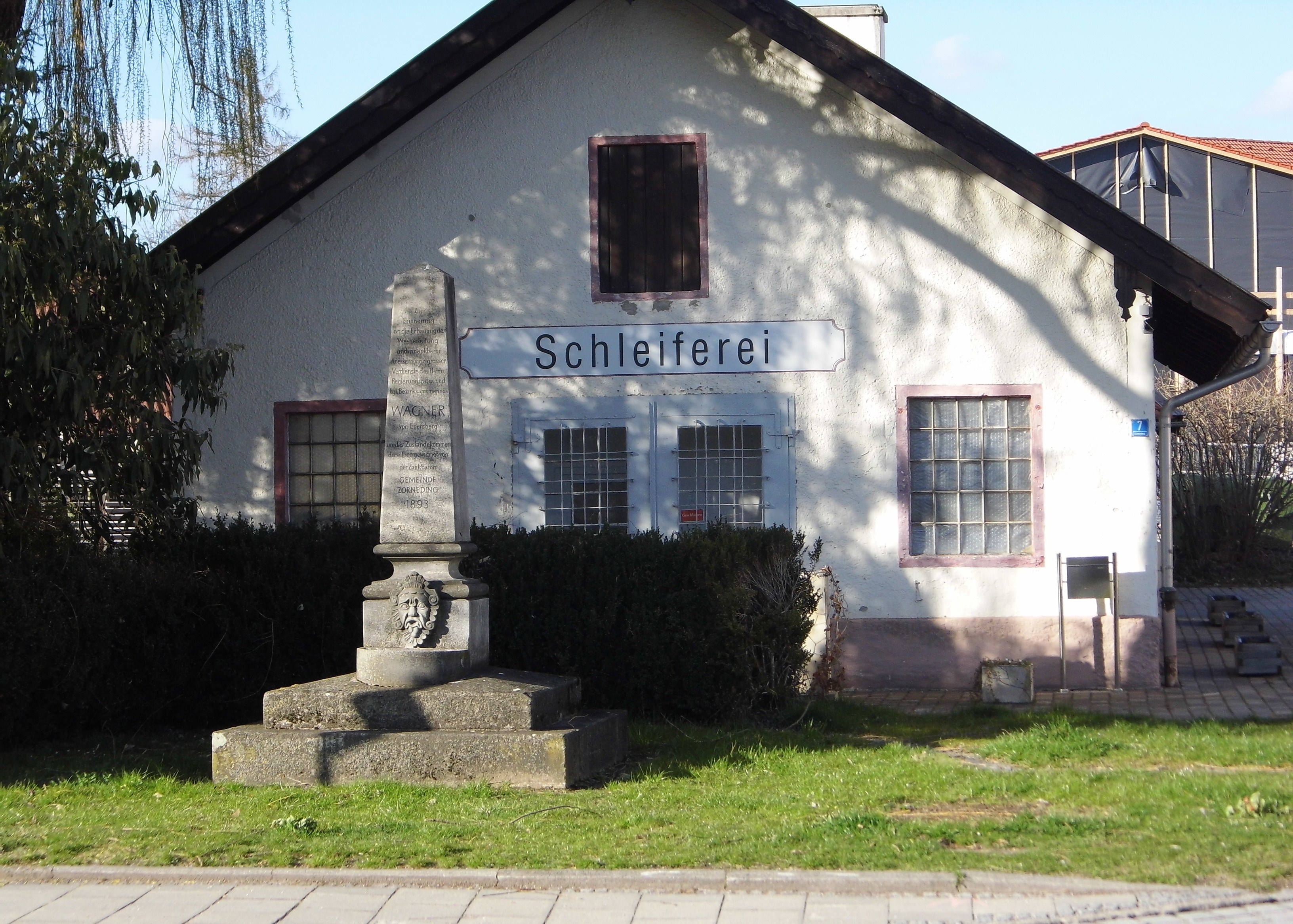
Zorneding, Wasserdenkmal v. 1893

Im südlichen Waldgebiet der Gemeinde befinden sich zwei Brunnen, die Zorneding und nördlich gelegene Gemeinden mit Wasser versorgen. Bewerkstelligt wird die Versorgung von einem Kommunalunternehmen, das von mehreren Gemeinden getragen wird.
Die erste Wasserleitung in Zorneding wurde 1893 erbaut und war etwa 75 Jahre in Betrieb. Sie versorgte die Ortschaft mit Wasser aus dem Quellgebiet um Moosach. Zur Erinnerung an die Einrichtung der ersten Wasserleitung wurde in Zorneding ein Denkmal aufgestellt.
Das Schmutzwasser der Gemeinde fließt in die Großkläranlage in Neufinsing, wo es geklärt wird und über den Mittleren Isar-Kanal nahe Moosburg in die Isar fließt.

### Öffentliche Einrichtungen
Zorneding besitzt eine Gemeindebücherei und einen Jugendtreff. Der Jugendtreff befindet sich neben der Grundschule Zorneding gegenüber dem Rathaus.

#### Bildungseinrichtungen
Die Gemeinde beherbergt die Grundschule Zorneding mit ihren zwei Standorten in Zorneding und Pöring. Die Schule, die im Jahre 2004 ihr 350-jähriges Jubiläum feierte, war lange Zeit eine Grund- und Teilhauptschule (II), die Jahrgangsstufen 5 mit 8 wurden jedoch bis 2005 schrittweise eingestellt.

#### Feuerwehr
Zorneding verfügt über zwei Freiwillige Feuerwehren. Die FF Zorneding, die ein Drehleiterfahrzeug besitzt und die FF Pöring, die eine Übungsanlage für Fahrdrahterdung hat.

## Persönlichkeiten
- Hans Walter Kämpfel (1924–2016), Dirigent, Pianist, Komponist und Generalmusikdirektor
- Alois Brem (1930–2016), katholischer Geistlicher und Autor, Ruhestandspriester in Zorneding
- Carola Grey (* 1968), Jazz- und Fusion-Schlagzeugerin und Komponistin
- Olivier Ndjimbi-Tshiende (* 1949), promovierter Theologe und Professor für Moralphilosophie, Ortspfarrer von 2012 bis 2016
- Hermann Jünger (1928–2005), Goldschmied, Silberschmied und Zeichner

## Sonstiges
Zorneding ist der Titel einer Kurzgeschichte des Südtiroler Autors Kurt Lanthaler.
Bis 2011 war Saif al-Arab al-Gaddafi, der zweitjüngste Sohn des libyschen Diktators Muammar al-Gaddafi, in Zorneding gemeldet. Hier war er zeitweise bei einer ansässigen Baumaschinenfirma angestellt.